# Журавинка (Желєзногорський район)
Журавинка (рос. Журавинка) — присілок в Желєзногорському районі Курської області Російської Федерації.
Населення становить 32 особи. Входить до складу муніципального утворення Линецька сільрада.

## Історія
Населений пункт розташований на території українського етнічного та культурного краю Східна Слобожанщина.
Від 2004 року входить до складу муніципального утворення Линецька сільрада.

## Населення
| 1862 | 1900 | 1905 | 1979 | 2002 | 2010 | 2014 |
| ---- | ---- | ---- | ---- | ---- | ---- | ---- |
| 312  | ↗313 | ↗320 | ↘115 | ↘45  | ↘37  | ↘32  |